# Gymnelopsis brevifenestrata
Gymnelopsis brevifenestrata är en fiskart som beskrevs av Anderson 1982. Gymnelopsis brevifenestrata ingår i släktet Gymnelopsis och familjen tånglakefiskar. Inga underarter finns listade i Catalogue of Life.